# Подземные горные работы
Подземные горные работы, подземная разработка месторождений полезных ископаемых — способ добычи полезных ископаемых в недрах Земли путём проведения системы подземных горных выработок без нарушения дневной поверхности.
Подземные горные работы велись ещё в глубокой древности. В настоящее время, несмотря на преобладание открытого способа добычи полезных ископаемых в мире, роль подземного способа добычи в обеспечении сырьём остаётся значительной.

## Основные процессы подземных горных работ
В процессе подземной разработки выделяют четыре стадии ведения горных работ:
1. Разведка полезного ископаемого.
2. Вскрытие месторождения полезного ископаемого.
3. Подготовка к выемке.
4. Очистная выемка.

К основным процессам подземных горных работ относятся:
- Бурение
- Крепление кровли
- Доставка
- Подземная откатка
- Подъём на поверхность
- Другие

## Системы подземных горных работ
В основе классификации систем подземной разработки месторождений лежат три группы:
1. Системы подземной разработки угольных месторождений;
2. Системы подземной разработки рудных месторождений;
3. Общие классификации систем подземной разработки твёрдых полезных ископаемых.